# 派恩斯旺普鎮區 (北卡羅萊納州阿什縣)
派恩斯旺普鎮區（英語：Pine Swamp Township）是位於美國北卡羅萊納州阿什縣的一個鎮區。

## 地方資料
派恩斯旺普鎮區的面積為86.76平方千米，皆為陸地。根據2020年美國人口普查的數據，當地共有人口2877人，而人口密度為每平方千米33.16人。